# ローゼンハイム駅
ローゼンハイム駅(ローゼンハイムえき、ドイツ語: Bahnhof Rosenheim)はドイツ・オーバーバイエルン地方の都市ローゼンハイムにある鉄道駅で、ミュンヘン - ザルツブルク・インスブルック間の路線の拠点駅である。

## 歴史
1858年にローゼンハイム - クフスタイン - インスブルック間の鉄道路線が開業した時に初代のローゼンハイム駅が開業した。しかしながら駅の規模を大きくする必要から、18年後の1876年にローゼンハイムに新しい駅が建てられる。初代の駅舎は市庁舎の建物として利用されている。1982年2月8日にローゼンハイム三角線が開通し、ザルツブルク方面とインスブルック方面の相互間は当駅で折り返すことなく直通可能となった。

## 概要
ローゼンハイム駅はレギオナルバーン(普通列車)やレギオナルエクスプレス(快速列車)の拠点として、ミュンヘンやザルツブルク、インスブルック方面から1時間ごとにやってくる。また、ユーロシティやインターシティなどの長距離列車の停車駅になっているがICEやrailjetなどの速達列車は通過する。2010年に開催されるフラワーショーに備えて総合的な駅施設の改良が行われている。